# Cimetière de l'Est (Lille)
Le cimetière de l’Est est un cimetière situé au nord-est de Lille entre Euralille, Saint-Maurice Pellevoisin et La Madeleine.

## Description
Le cimetière de l'Est est créé en 1779. Il est agrandi plusieurs fois au cours du XIXe siècle. L’un des terrains appartenait à la famille Coustenoble-Dujardin qui a souhaité que cet ancien parc conserve son caractère paysager. Cette famille de notables locaux a l'un des caveaux les plus anciens du cimetière qui contiendrait jusqu'à 150 personnes.
Il regroupe environ 36 000 tombes sur 22 hectares.
Le cimetière est majoritairement catholique mais comporte de nombreuses tombes juives et musulmanes regroupées dans certaines sections ainsi que plusieurs tombes chinoises, japonaises, turques, et d'autres nationalités. Le cimetière contient par ailleurs plusieurs tombes franc-maçonnes identifiables par leurs symboles (l'équerre et le compas notamment).
Il est entretenu par la ville de Lille et des sociétés privées d'aménagement paysager. Il comporte de nombreuses espèces de la faune (écureuils, chats sauvages, oiseaux divers...) et de la flore (nombreuses fleurs d'ornements mais également sauvages ; nombreux arbres divers ; comestibles : kaki, noix, tilleul, ...). Véritable zone de biodiversité de plusieurs hectares au cœur de la ville, le cimetière comporte notamment une mare, des zones de fauchage tardif, des troncs morts laissés pour les insectes et même des ruches sur les toits des sanitaires près de l'entrée Porte du Ballon.

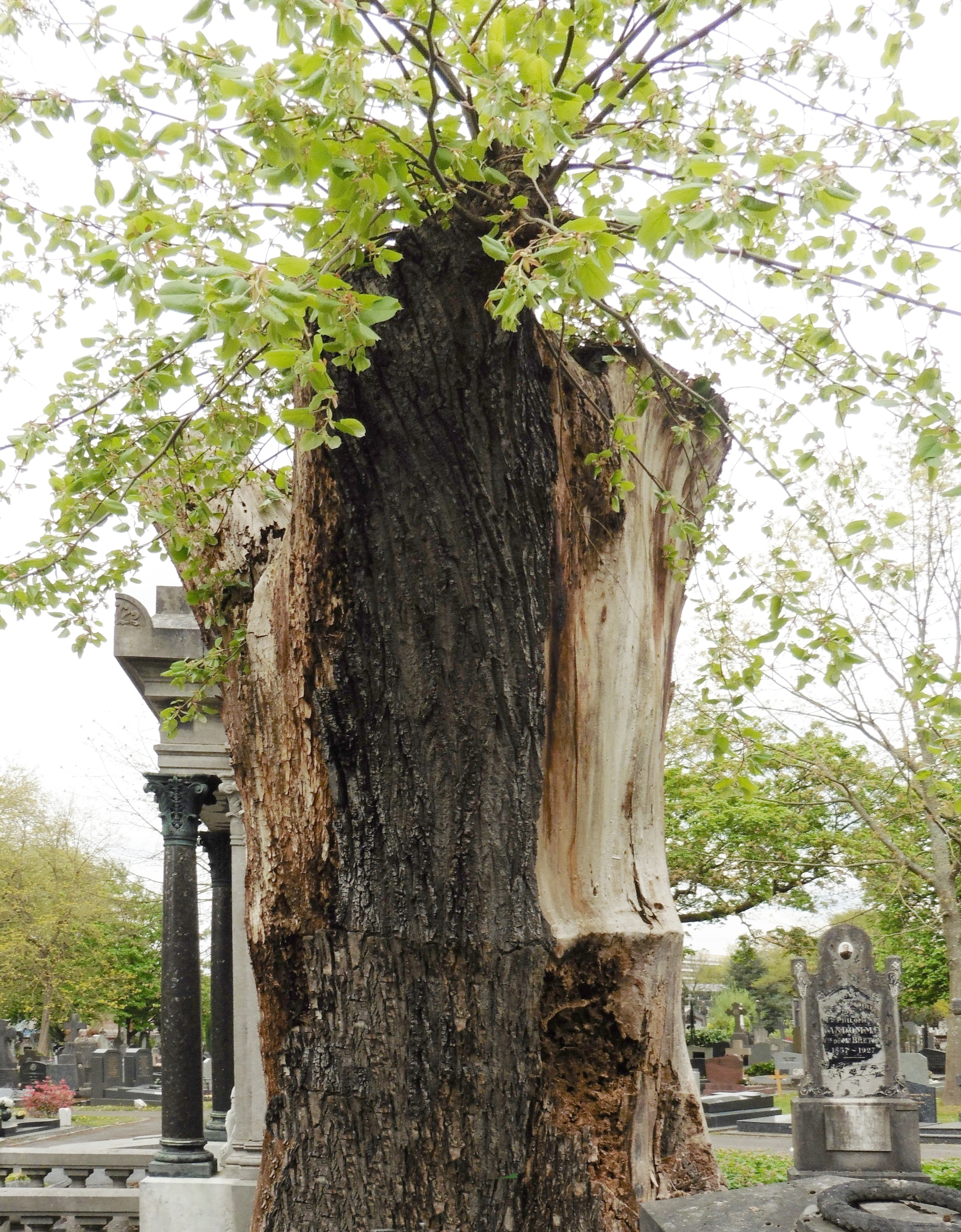
Chronoxyle dans le cimetière de l'Est (Lille)-

Le cimetière dispose de sanitaires, de nombreux points d'eau et de trois entrées :
- Porte du Ballon au bout de la rue du Ballon près de la gare Lille Europe
- Porte de Muy au bout de l'avenue de Muy près de la rue du faubourg de Roubaix
- Rue des Vicaires près de la rue de la Madeleine

Il y a un secrétariat et un accueil du public dans les locaux Porte du Ballon. Des plans et listes des personnalités connues y sont disponibles gratuitement.
En avril 2024, le Guide du cimetière de l'Est est auto-édité par Anne Hadoux-Decroo sous financement participatif et propose de découvrir 100 personnalités enterrées dans le cimetière.

## Célébrités
De nombreuses personnalités sont enterrées au cimetière de l'Est,.
- Alfred Agache (1843-1915), peintre
- Albert Baert (1863-1951) architecte
- Charles Barrois (1851-1939),  géologue
- Plusieurs membres de la famille Bonduelle
- Jean Boyer (1948-2004), organiste
- Charles Buisine-Rigot (1820-1893), ébéniste et sculpteur
- Ferdinand Capelle (1883-1942), clarinettiste et professeur au conservatoire de Lille
- Alphonse Colas (1818-1887), peintre
- Albert Darcq (1848-1895), sculpteur
- Maurice Darcq (1872-1930), violoncelliste
- Charles Debierre (1853-1932), radical-socialiste et franc-maçon
- Charles Delezenne (1785-1869), membre de l'institut, physicien, chimiste
- Edmond Deren (1846-1931), hautboïste et professeur au conservatoire de Lille
- Alexandre Desrousseaux (1820-1892), poète et chansonnier
- Émile Dubuisson (1873-1947), architecte
- Général Louis Faidherbe (1818-1889), administrateur du Sénégal, député et sénateur
- Henri Ghesquière (1863-1918), député socialiste tué par les Allemands
- Joseph Hel (1842-1902), luthier
- Auguste-Joseph Herlin (1815-1900), peintre et conservateur
- Jules Herman, (1830-1911) flûtiste et professeur au conservatoire de Lille
- Jean Joire (1862-1950), sculpteur
- Alfred Labille (1865-1930), maître-verrier[5]
- Oscar Lambret (1872-1943), professeur de médecine
- Augustin Laurent (1896-1990), résistant, député socialiste, maire de Lille
- Géry Legrand (1837-1902), journaliste républicain, maire de Lille
- Charles Marteau (1814-1892), architecte
- Pierre Mauroy (1928-2013), député, sénateur socialiste, maire de Lille, Premier ministre
- Alfred Mongy (1840-1914), ingénieur des arts et travaux
- Général François de Négrier (1788-1848), conquérant de l'Algérie
- Oscar Petit (1846-1926), violoniste, chef d'orchestre et compositeur
- Alfred Quesnay (1846-1910), flûtiste et professeur au conservatoire de Lille
- Charles Saint-Venant (1868-1926), député socialiste
- Émile Pierre Ratez (1851-1934), compositeur, altiste et directeur du conservatoire de Lille
- Edmond Riquier-Delaunay (1826-1899), ténor, baryton et professeur au conservatoire de Lille
- Pierre de Saintignon (1948-2019), premier adjoint à la mairie de Lille, premier vice-président du conseil régional du Nord-Pas-de-Calais, conseiller régional
- Roger Salengro (1890-1936), député socialiste, maire de Lille
- Albert Samain (1858-1900), poète
- Louis Schoutteten (1833-1907), peintre
- Jean Smilowski (1927-1989), peintre populaire
- Achille Testelin (1814-1891), médecin, sénateur républicain
- Léon Trulin (1897-1915), espion belge
- Élisa de Try (1846-1922), violoncelliste
- Émile Vandenbergh (1827-1909), architecte
- Philibert Vrau (1829-1905), industriel
- Auguste-César Wallaert (1830-1899), industriel

## Galerie

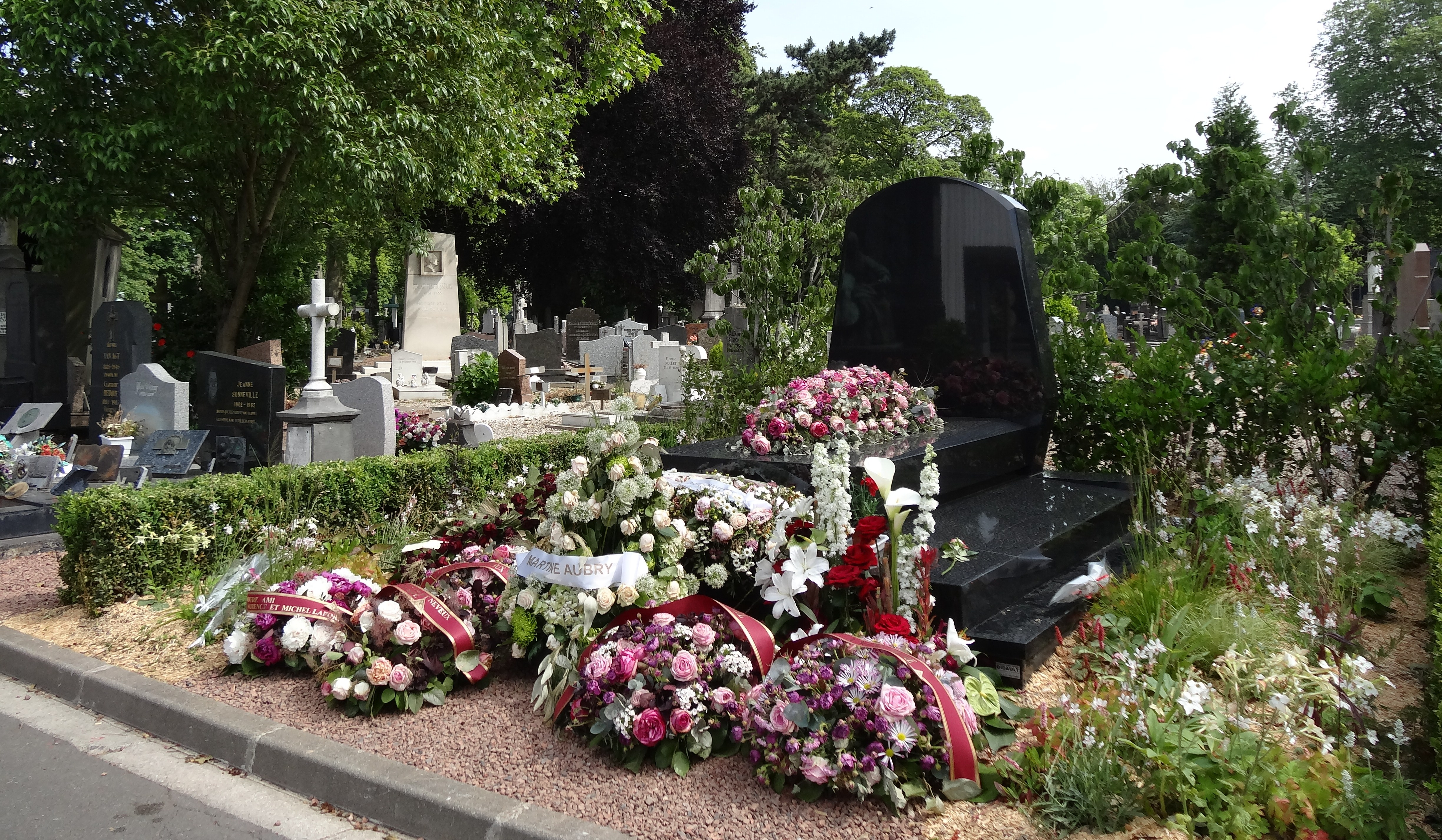
Tombe de Pierre Mauroy.
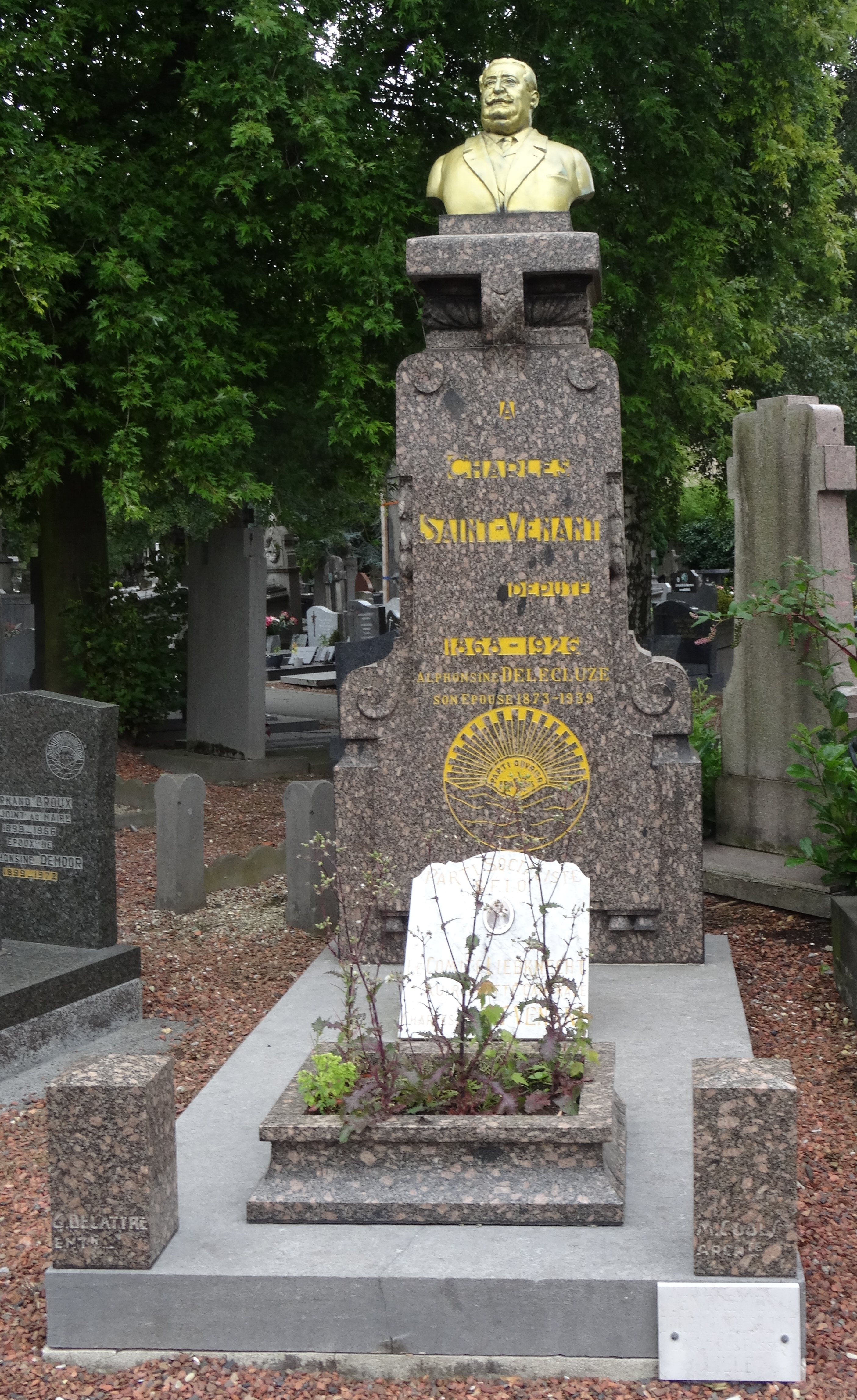
Tombe de Charles Saint-Venant.
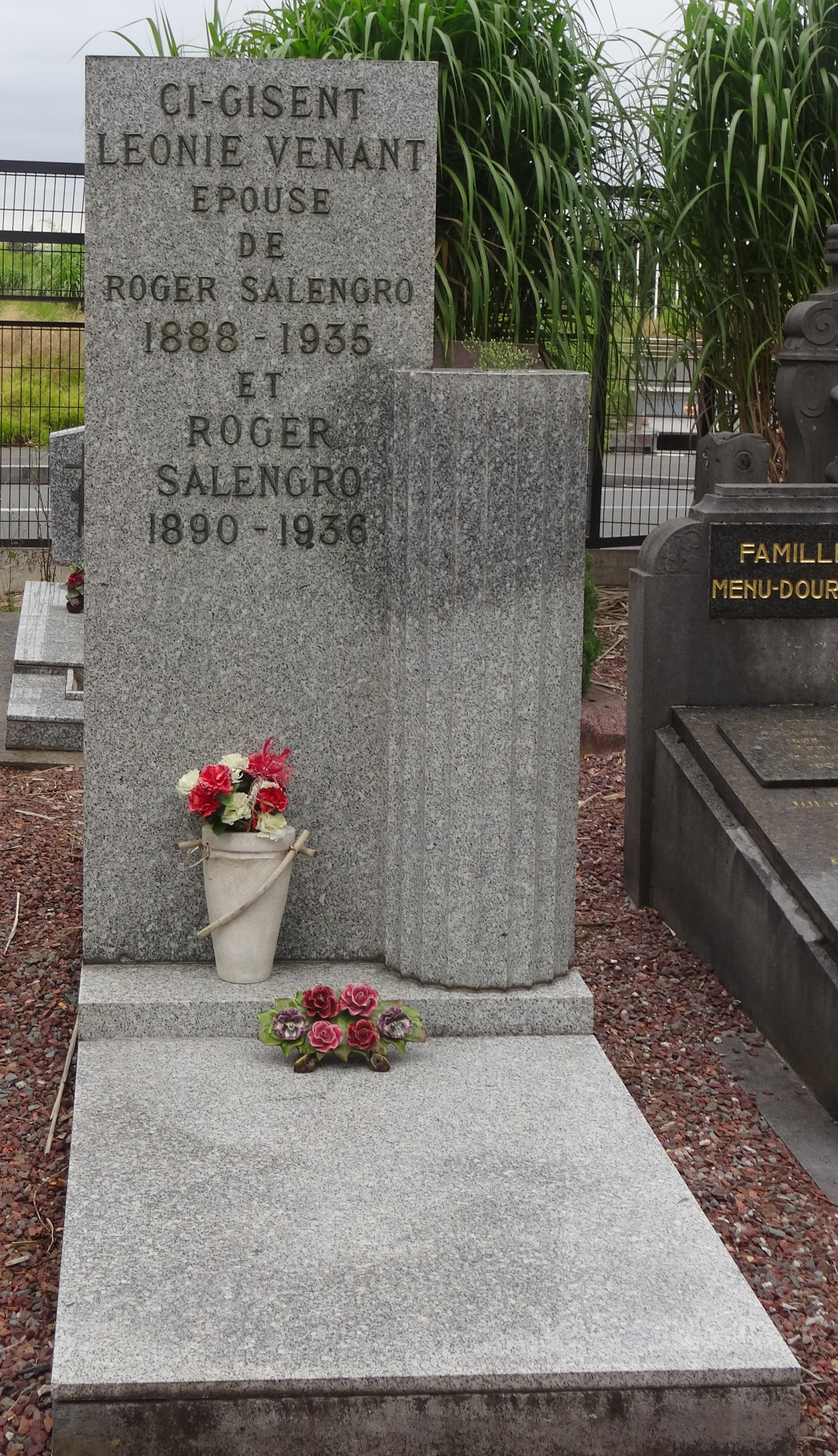
Tombe de Roger Salengro.
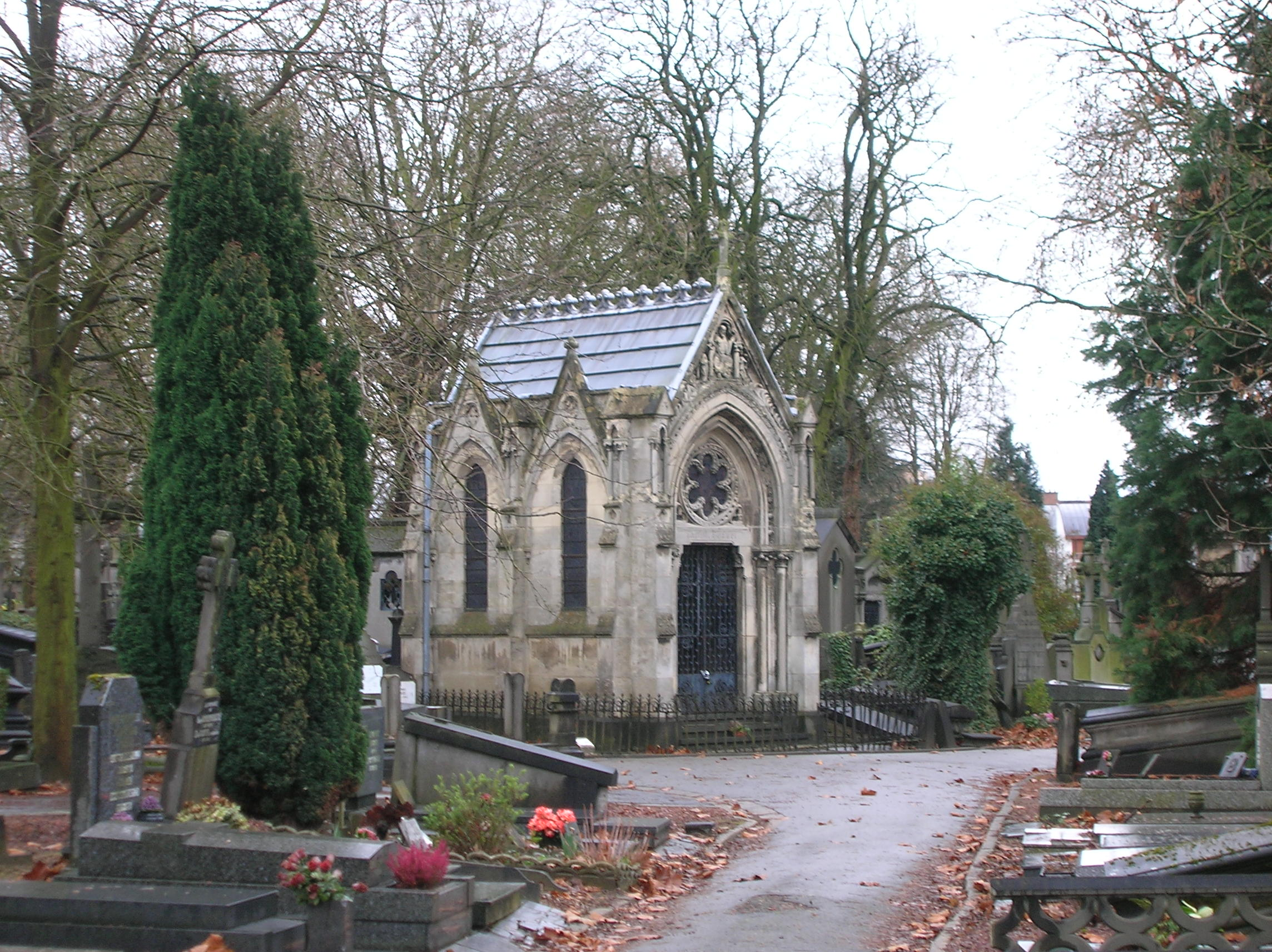
Chapelle de la famille Gonnet réalisée par Charles Leroy